# دوگاه
دوگاه نام یکی از مقام‌های موسیقی قدیمی ایران است که در موسیقی سنتی عربی و ترکی به همین نام حفظ شده‌است اما در موسیقی ایران مبدل به یک گوشه گشته‌است.

## نام
نام گوشهٔ دوگاه احتمالاً در قدیم به موقعیت دست نوازنده روی دستهٔ ساز اشاره داشته، چنانکه همین ریشهٔ تاریخی احتمالاً برای نام‌های دیگری همچون سه‌گاه، چهارگاه و پنج‌گاه نیز متصور است اگر چه این نام‌ها در نام دستگاه‌های امروزی موسیقی حفظ شده‌اند اما دوگاه تنها نام یک گوشه در آواز بیات ترک است.